# مارفن هيمير
مارفن جون هيمير (بالإنجليزية: Marvin John Heemeyer) (28 أكتوبر 1951 - 4 يونيو 2004) كان مالكًا لمتجر إصلاح كاتم صوت سيارات أمريكي، قام بهدم العديد من المباني باستخدام جرافة مُعدلة في مدينة غرانبي، كولورادو ، في يونيو 2004م. أطلق على آلة هيمير بعد وفاته لقب Killdozer .
على مدى ثمانية عشر شهرًا تقريبًا، قام هيمير بتسليح جرافة كوماتسو D355A سرًا بطبقات من الفولاذ والخرسانة. كان مسؤولو مدينة غرانبي، وجيران متجره، والصحافة المحلية، والعديد من المواطنين الآخرين في غرانبي، قد أساءوا معاملة هيمير بُطرق مختلفة، بما في ذلك قواعد تقسيم استخدام المناطق في المدينة التي أعاقت قدرة هيمير على تشغيل متجره لإصلاح كاتمات الصوت.
في يوم الجمعة الموافق 4 يونيو 2004م، استخدم هيمير الجرافة لهدم قاعة بلدية جرانبي، ومنزل عمدة سابق، والعديد من المباني الأخرى، ثم قام بقتل نفسه بعد أن عَلقت الجرافة في متجر لادوات البناء كان يقوم بتدميره. لم يُصب أحد آخر أو يُقتل.  

استخدم هيمير هذه الجرافة المدرعة من طراز Komatsu D355A لتدمير 13 مبنى في غرانبي، كولورادو.

## في الثقافة الشعبية
- ليفياثان (فيلم 2014) - فيلم روسي مستوحى من قصة هيمير [3]
- Tread (فيلم) — فيلم وثائقي صدر عام 2019 مستوحى من الهياج
- "Killdozer" - أغنية عام 2020 للفنان كيم دراكولا ، استنادًا إلى أحداث الهياج. [4]